# Прізвище
Прі́звище, ст.-укр. прозвище — частина власної назви людини, її повного імені. У більшості народів прізвище ідентифікує родову приналежність людини, що передається від покоління до покоління і вказує на спорідненість, але існують й інші традиції прізвищ. Прізвище може стояти як на першому, так і на останньому місці повного імені — залежно від традицій народу та вжитку.
Новонароджена дитина отримує прізвище частіше батька, рідше матері, іноді подвійне прізвище, комбіноване з прізвищ матері та батька.
Існує також традиція змінювати дошлюбне прізвище на шлюбне при вступі до шлюбу, що символізує перехід від однієї родини до іншої. Серед варіантів цієї зміни: дружина бере прізвище чоловіка, дружина бере подвійне прізвище, обоє беруть подвійне прізвище, подвійне прізвище дають тільки дітям, чоловік бере прізвище дружини. Подвійні прізвища, котрі виділяють приналежність людини до двох родин, досить поширені.
Існує також традиція змінювати закінчення прізвища залежно від статі людини (жіночі форми прізвищ) або ж від її стану в суспільстві.

## Історія європейських прізвищ
Спадкове родове ім'я вказувало на приналежність людини до одного роду, походячи від спільного предка, або у вужчому розумінні — до однієї сім'ї. Прізвища були значно поширені ще в Стародавньому Римі, перш за все, в середовищі родової знаті. Вперше використання прізвища було відмічено на півночі Італії в X—XI ст. — в економічно найрозвиненіших областях Європи. З Ломбардії через П'ємонт прізвище було запозичено до сусіднього Провансу (південний схід Франції), у 1066 році з Нормандії (північ Франції) нормани, завоювавши Англію, перенесли його туди. У Європі в середні віки прізвища практично не уживалися — і стали відроджуватися з XV століття в першу чергу серед вищих прошарків населення та знаті. На рубежі XV—XVI ст. прізвища почали вживатися у Данії. У 1526 році король наказав всім дворянам мати прізвища. З Данії, Німеччини і Швейцарії прізвища перейшли до шведів.

### Особливості прізвищ народів Європи

#### Слов'янські прізвища
У багатьох слов'янських мовах (через морфологічні особливості мови) жіночі прізвища, як правило, відрізняються формою від чоловічих. У деяких мовах, наприклад в литовській, прізвища мають різні форми для чоловіків, одружених і неодружених жінок (Ясайтіс, Ясайтене, Ясайтіте).

##### Українські прізвища
Українські прізвища мають дуже розгалужену морфологію формування. Інколи за прізвищем можна визначити ймовірний регіон або навіть місцевість України, з якої походив предок людини, також можна припустити про рід занять предка, належність до козацтва чи духівництва, звання, чин або особливу прикмету, давність прізвища.
Проте трактування прізвищ цілком може бути неоднозначним, особливо в плані визначення національності. Так, наприклад, прізвище з тюркським коренем може й не означати, що предок татарин, його просто могли назвати тюркським словом, поширеним в ті часи (як-от Сагайдак, Сагайдачний, Сагайдаченко — через використання козаками сагайдака зі стрілами).
Застосовувати родові прізвища в офіційному діловодстві почали доволі рано через необхідність вказати права власності. Особливо масово родові прізвища зустрічаються в письмових джерелах XIV—XVI століттях. Спочатку родові прізвища мали переважно багаті люди, які мали статки (купці, бояри, магнати, власники земель). Проте вже в XVII ст. ледь не всі українці мали власні прізвища, щоправда прізвища часто трансформувалися, на їх основі могли створюватися нові прізвища, наприклад, син людини з прізвищем Коваль міг отримати прізвище Коваленко (син Коваля), а його дружину називали Ковалиха. Багато прізвищ з'явилися в часи Запорозької Січі, оскільки при вступі на Січ козак міняв своє старе прізвище на нове. Стабільності прізвища набули лише в XIX ст. Поширеною також була заміна старих прізвищ на аристократичний (шляхетсько-панський) лад, хоча шляхтичі та пани в ряді періодів намагалися протидіяти цьому через заборону приймання певних прізвищ простолюдинами. Паралельно співіснували офіційні прізвища та неофіційні прізвиська, які знаходили відображення в українській діловій та художній літературі.

##### Російські прізвища
Російські прізвища з'явилися доволі пізно. Більшість з них походять від церковних патронімів (по-батькові), як то Іванов, Петров тощо. Дещо менше походить від прізвиськ. Доволі мало від роду діяльності, місця походження, інших родових прізвищ. Перші прізвища на території сучасної Росії з'явилися в Новгородській республіці, найімовірніше перейнявши цей звичай у Великого князівства Литовського. Згодом в XIV–XV ст. прізвища почали набувати московські князі та бояри. До кінця XVIII — середини XIX століття більшість населення центральної Росії прізвищ не мали. В середині XIX ст., особливо після скасування кріпосницького права в 1861 році, формуються прізвища у більшості селян. Процес придбання прізвищ в основному завершився тільки до 30-х років XX століття.

#### Ісландські прізвища
Прізвища не є обов'язковим елементом повного імені людини. Наприклад, ісландські прізвища в звичному розумінні цього слова не уживаються. Те, що по суті виглядає як прізвище, насправді є по батькові, тобто Свен Торвардссон є сином Торварда, а його син матиме «прізвище» Свенссон (Свен + с (родовий відмінок) + сон «син»), дочка — Свенсдоттір (Свен + с (родовий відмінок) + доттір «дочка»), наприклад, співачка Björk Guðmundsdóttir. Подібна система існувала раніше і в інших мовах Скандинавії.

#### Іспанські прізвища
В іспаномовних країнах використовуються подвійні прізвища. Перша частина — від прізвища батька, друга — від прізвища матері. В Іспанії в 1999 році впроваджене право, яке дозволяє повнолітній особі змінювати порядок вживання прізвищ.
Одружені жінки носять свої власні прізвища, навіть там, де зазвичай уживають прізвище чоловіка. При вживанні прізвища чоловіка жінка долучає його до своїх обох прізвищ чи до першого з них і додає перед ними «де».

#### Португальські прізвища
У португаломовних країнах також використовуються подвійні прізвища, але порядок вживання прямо протилежний іспанському: перша частина — від прізвища матері, друга — від прізвища батька, останнє важливіше.